# Пежо 206
Пежо 206 (фр. Peugeot 206) је аутомобил који је производила француска фабрика аутомобила Пежо. Производио се од 1998. до 2009. године и као 206+ од 2009. до 2013. године. Произведен је у више од 8,3 милиона примерака.

## Историјат
Почетком деведесетих година Пежо је одлучио да модел 205 не буде замењен директним наследником. Ова стратегија је претпостављала да ће купци бирати између мањег модела 106, (лансиран 1991) и већег модела 306. Међутим, ова стратегија није била успешна, а конкуренти модели Форд фијеста и Фолксваген поло су се и даље добро продавали и њихова популарност је расла, а Пежо је губио продају. Било је потребно развити директног ривала у категорији супермини. Пежо 205 је 1998. године замењен моделом 206.
Пежо 206 се производио у неколико верзија каросерије, троја и петоро врата хечбек, седан са четворо врата, CC са двоје врата (купе кабриолет) и караван са петоро врата — SW. Димензије су: хечбек - дужина 3835 mm, ширина 1652 mm, висина 1428 mm, седан - дужина 4188 mm, ширина 1655 mm, висина 1456 mm, SW - дужина 4028 mm, ширина 1652 mm, висина 1460 mm, a CC - дужина 4000 mm, ширина 1652 mm, висина 1373 mm.
206 обезбеђује добру пасивну безбедност путника. Године 2000, на европским тестовима судара освојио је четири од максималних пет звездица за безбедност. У Ирану је био развијен модел Пежо 206 SD, седан верзија. Пежо 206 SD је пета и последња верзија модела 206. У Бразилу се продаје под именом Пежо 207 Passion. У Кини се продаје под марком Ситроен, као модел Ситроен C2, мада овај аутомобил нема ништа заједничко са европским моделом Ц2. У Америци се Пежо 206 продаје као Пежо 206 Escapade, а у Малезији као Naza 206 Bestari. Пежо 206 се продавао и у верзији off road. Овај модел се продавао у само неколико земаља Јужне Америке а основа је био модел Пежо 206 SW са пластичним додацима у стилу СУВ возила.
Пежо 206 је доживео благи рестајлинг 2003. године. Рестилизована варијанта од првобитне 206-ице се препознаје по прозирним фаровима и измењеној задњој светлосној групи, као и неким детаљима у унутрашњости. Стари 1.9 дизел мотор је замењен новим HDi варијантама, а ревидирана је и електрика.
2008. после десет година производње Пежо 206 је проглашен најпродаванијим моделом марке Пежо. Марта 2009. године 206-ица је поново рестилизована и од тада се зове Пежо 206+. Редизајн укључује нови дизајн предњег и задњег браника, задњих светала, и ентеријера. Иако је 2006. године покренута производња наследника модела 206, производња је настављена до 2010. године. Наследник модела 206 је Пежо 207.
Пежо 206 је постао популаран захваљујући модерном дизајну, високим квалитетом, добрим карактеристикама вожње, широком понудом мотора и одличним односом цена-понуда. Производио се у Француској, Уједињеном Краљевству, Кини, Аргентини, Бразилу, Малезији, Индонезији, Ирану и Чилеу.

## Мотори
| Модел   | Запремина | Тип мотора         | Снага           | Верзије             |
| Бензин  | Бензин    | Бензин             | Бензин          | Бензин              |
| ------- | --------- | ------------------ | --------------- | ------------------- |
| 1.1     | 1124 cm³  | TU1JP I4           | 44 kW / 60 КС   | хечбек, караван     |
| 1.4     | 1360 cm³  | TU3JP I4           | 55 kW / 75 КС   | хечбек, караван     |
| 1.4     | 1360 cm³  | ET3J4 16v I4       | 65 kW / 88 КС   | хечбек, караван     |
| 1.6     | 1587 cm³  | TU5JP 8v I4        | 65 kW / 88 КС   | хечбек              |
| 1.6     | 1587 cm³  | TU5JP4 16v I4      | 81 kW / 110 КС  | хечбек, караван, CC |
| 2.0     | 1997 cm³  | EW10J4 16v I4      | 99 kW / 135 КС  | хечбек, караван     |
| 2.0     | 1997 cm³  | EW10J4 16v I4      | 100 kW / 136 КС | хечбек, караван, CC |
| 2.0     | 1997 cm³  | EW10J4S 16v I4     | 130 kW / 177 КС | хечбек              |
| Дизел   |           |                    |                 |                     |
| 1.4 HDi | 1398 cm³  | DV4 HDi Diesel I4  | 50 kW / 68 КС   | хечбек, караван     |
| 1.6 HDi | 1560 cm³  | DV6TED4 HDi 16v I4 | 80 kW / 109 КС  | хечбек, караван, CC |
| 1.9 D   | 1868 cm³  | DW8 Diesel I4      | 52 kW / 71 КС   | хечбек              |
| 2.0 HDi | 1997 cm³  | DW10 HDi I4        | 66 kW / 90 КС   | хечбек, караван     |

## Галерија
- Пежо 206 5 врата
- Пежо 206 5 врата
- Пежо 206 3 врата
- Пежо 206 3 врата
- Пежо 206+ 3 врата
- Пежо 206+ 5 врата
- Пежо 206 седан
- Пежо 206 седан
- Пежо 206 купе кабриолет
- Пежо 206 купе кабриолет
- Пежо 206 CC
- Пежо 206 караван